# Baumax

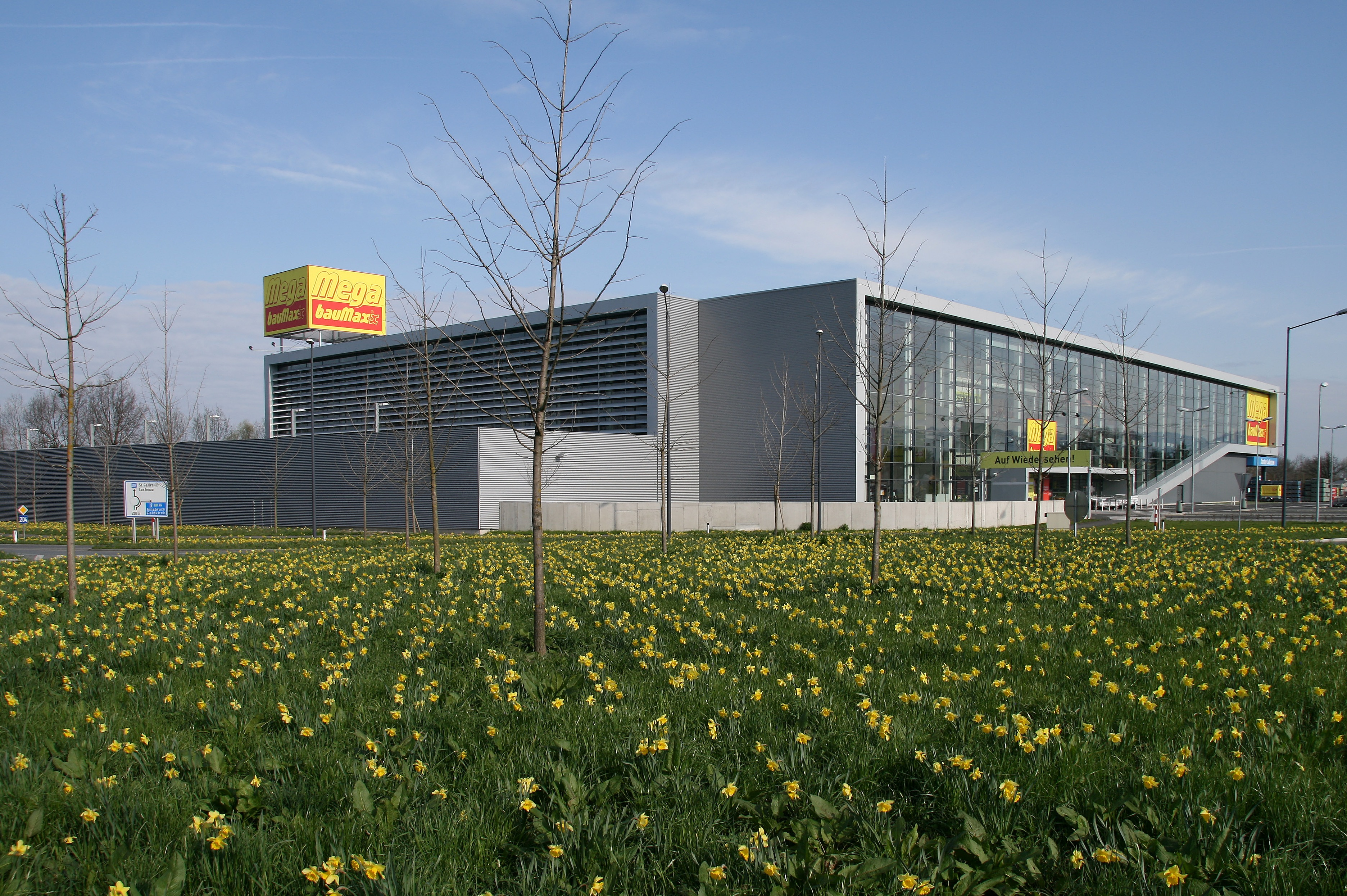
Ehemalige Baumax-Filiale in Dornbirn

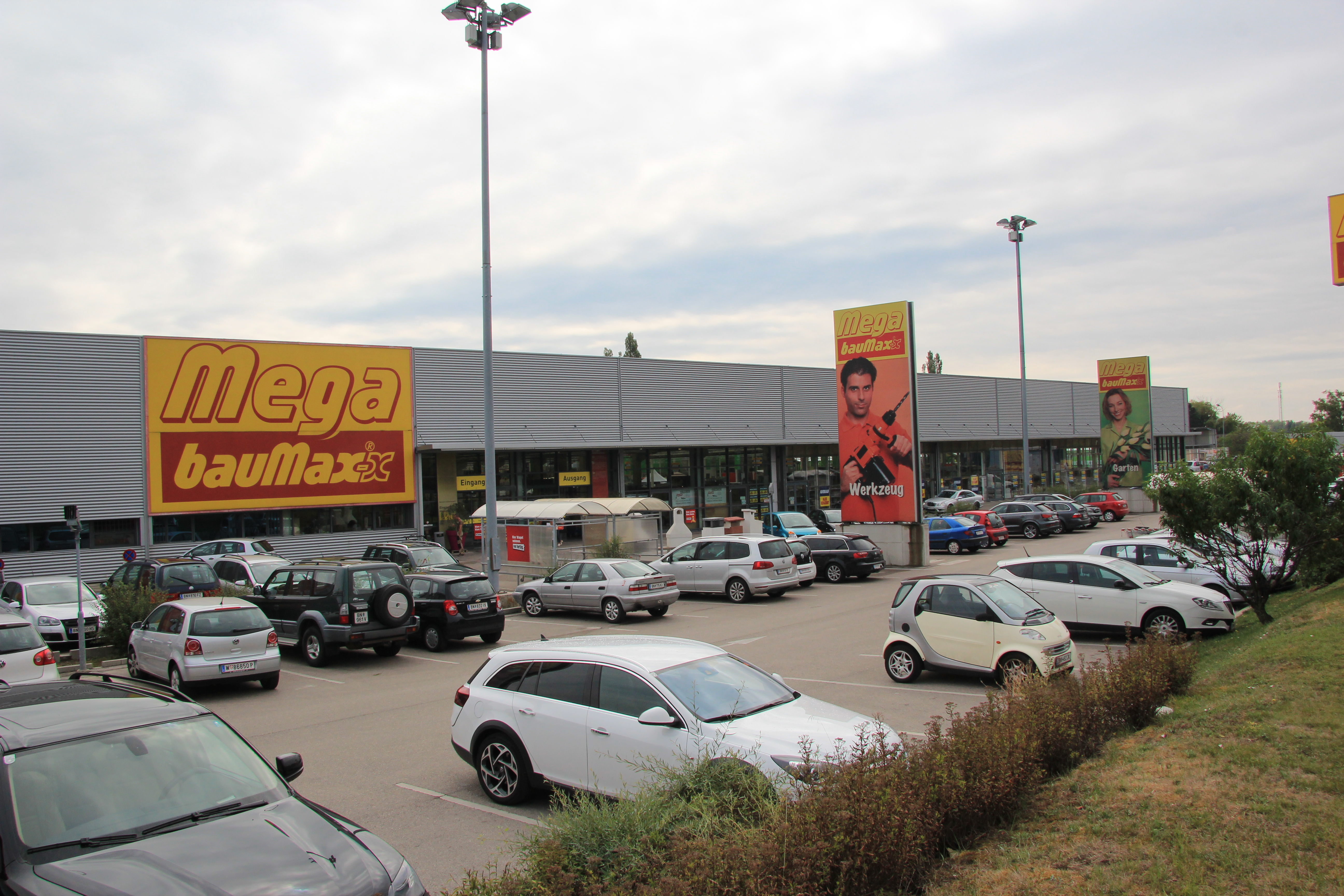
Ehemalige Baumax-Filiale in Baden

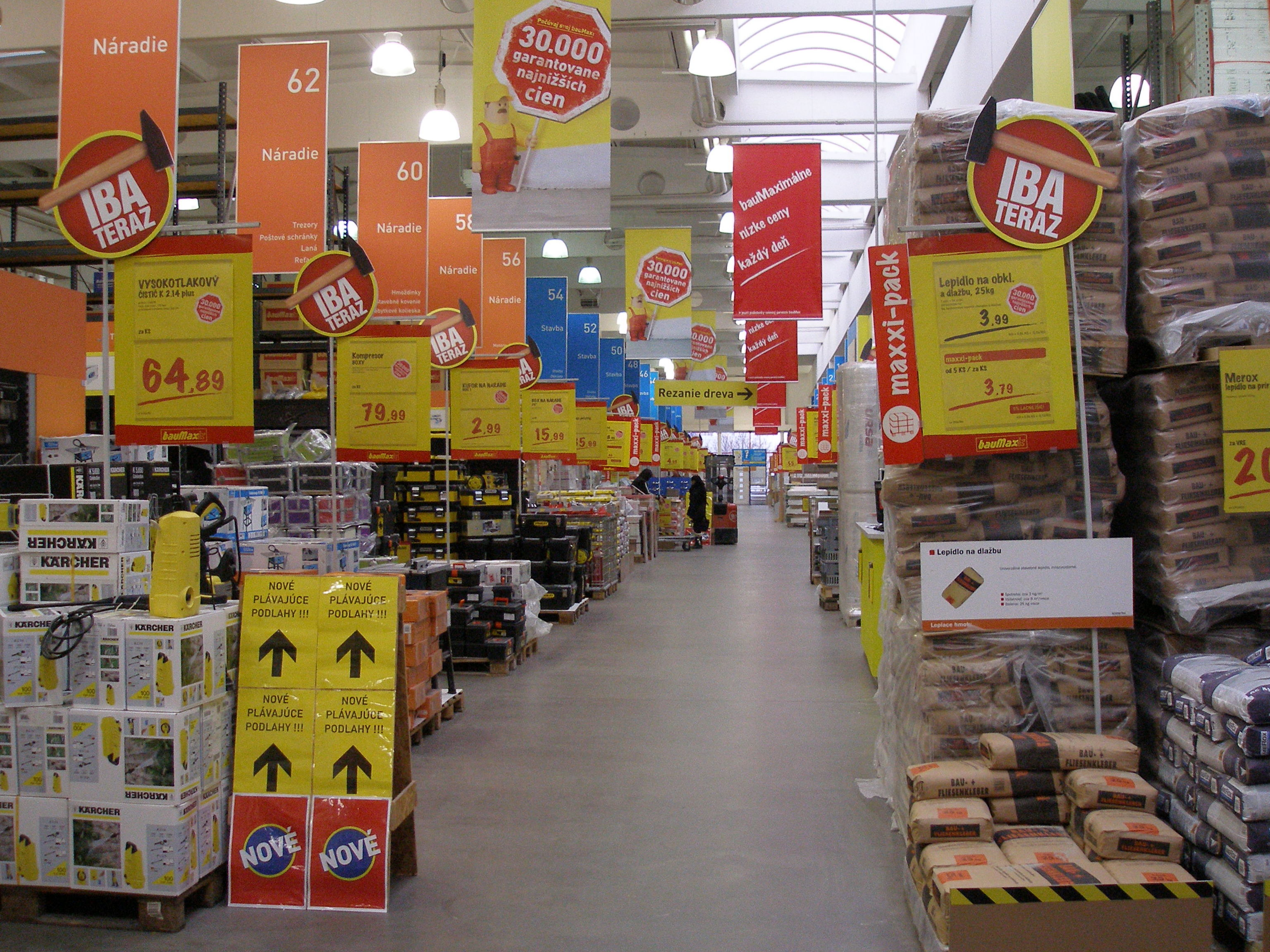
Innenansicht der Filiale in Prešov

Die Baumax AG (eigene Schreibweise bauMax) war eine österreichische Baumarktkette. Sie wurde 1976 von Karlheinz Essl senior in Klosterneuburg gegründet und betrieb zuletzt 105 Märkte in Österreich, Tschechien, der Slowakei und in Slowenien. Der Jahresumsatz 2013 betrug 1,13 Milliarden Euro. Das zuletzt finanziell stark angeschlagene Unternehmen wurde in den Jahren 2014/2015 auf Betreiben der Gläubiger zerschlagen.

## Geschichte
Im Jahre 1958 weilte Karlheinz Essl, Sohn eines Lebensmittelgroßhändlers aus Kärnten, in New York City, um das Selbstbedienungsprinzip der amerikanischen Supermärkte vor Ort zu studieren. Dort traf er seine spätere Frau Agnes Schömer, Tochter eines Klosterneuburger Baustoffhändlers. Noch vor der Hochzeit sah sein zukünftiger Schwiegervater Fritz Schömer in ihm einen geeigneten Nachfolger, und er stieg in den schwiegerväterlichen Betrieb ein. Im Jahre 1975 ging die Unternehmensleitung an Essl. Er sah die Chance, den Betrieb komplett umzuorganisieren und überzeugte Lieferanten sowie Mitarbeiter davon, in das Selbstbedienungskonzept einzusteigen.
1976 wurde in Kindberg in der Steiermark der erste Baumarkt eröffnet, damals noch unter dem Namen Hobbymax. So wurde aus der Baustofffirma Schömer auf 450 m² Verkaufsfläche die Firma Hobbymax. Bereits im darauffolgenden Jahr wurde die erste eigentliche Baumax-Filiale eröffnet. Am 15. November 1977 fand in Bruck an der Mur die Eröffnung dieser Filiale statt. Schon früh gab es die Idee, für jede Abteilung einen Fachmann abzustellen. Nachdem Essl ein Grundstück in Mauthausen erworben hatte, entstand dort bereits im folgenden Jahr die erste Baumax-Filiale nach neuem Konzept. In der Folgezeit war die Familie Essl immer wieder in den Vereinigten Staaten, um sich das dortige System anzusehen. Zum damaligen Service in den ersten Baumax-Filialen zählten unter anderem die Veranstaltung von Heimwerkerkursen.
Anfang der 1980er-Jahre entstanden die ersten Baumax-Gartencenter und bereits Mitte der 1980er-Jahre wurde das Unternehmen Marktführer in Österreich. Teilweise trugen die Filialen auch den Namen bauMax Magazin. Spätestens Ende des Jahrzehnts war Baumax schließlich mit Filialen in ganz Österreich vertreten. In dieser Zeit entstand auch die Werbekampagne Großer Wert, kleiner Preis; ein Slogan, der bis zuletzt im Unternehmen geführt wurde. Ein weiterer Slogan aus dieser Zeit lautete bauMax-x – Der Preismacher für Selbermacher. Langsam aber doch bekam Baumax auch internationale Aufmerksamkeit. Der daraufhin gefasste Plan, nach Bayern zu expandieren, wurde jedoch wieder revidiert, nachdem Karlheinz Essl und sein Sohn Martin kurz nach dem Fall des Eisernen Vorhangs angesichts bröckelnder Fassaden in den ehemaligen Ostblockstaaten den Nachholbedarf in diesen Ländern und damit ihre Chance erkannten. Um den Expansionskurs zu finanzieren, ging die Firma 1990 für insgesamt knapp 15 Jahre an die Börse und lukrierte 900 Millionen Schilling (65 Millionen Euro). Im Jahre 1992 wurden schließlich die ersten Märkte im heutigen Tschechien und in Ungarn eröffnet, zwei Jahre später in der Slowakei. Die Heimwerkerkette war damit eines der ersten Handelsunternehmen, das in die ehemaligen Ostblockstaaten expandierte. Auf dem Höhepunkt dieser Expansion um 2010 betrieb der Konzern 160 Filialen mit über 9000 Mitarbeitern in neun Ländern, namentlich in Österreich, Tschechien, der Slowakei, in Ungarn, Slowenien, Kroatien, Rumänien, Bulgarien und in der Türkei.
Von 1991 bis 2001 sponserte das Unternehmen den SelfMan, eine Heimwerkersendung mit Andreas Steppan, die in den Jahren 2009 und 2010 ein Comeback im Fernsehen feierte.
1999 wurde Martin Essl Vorstandsvorsitzender und Senior Karlheinz Aufsichtsrat. Karlheinz Essl mischte sich ins Tagesgeschäft der Unternehmensleitung ein und traf sämtliche Entscheidungen. Er war mit der Größe des Unternehmens offenbar überfordert und traute seinem Sohn wie seinen angestellten Managern wenig zu.
Als die Konkurrenz aufholte, erodierten die Gewinnmargen. Mangels eigener Finanzmittel wurden die Expansionsaktivitäten zunehmend durch Kredite finanziert. Als die Weltwirtschaft durch die Finanzkrise ab 2007 erschüttert wurde, es zu einem Währungsverfall in Ländern kam, wo das Unternehmen tätig war und der Umsatz in vielen Märkten zurückging, geriet die Baumax-Gruppe in eine existenzielle Krise. Im Jahre 2011 wies sie einen Verlust von 57,2 Millionen Euro aus und 2012 einen Verlust von 126 Millionen Euro – bei 1,2 Milliarden Euro Umsatz. Wohl auf Druck der Gläubigerbanken gab der Vorstand bei der Unternehmensberatung Roland Berger ein Restrukturierungskonzept in Auftrag, dessen Inhalte bis 2014 auch an die Öffentlichkeit gelangten.
Demnach war die Gruppe zu diesem Zeitpunkt mit über einer Milliarde Euro verschuldet. Jede dritte Filiale arbeitete defizitär, bei der Hälfte davon war auf absehbare Zeit auch nicht mit einer Besserung der Situation zu rechnen. Speziell würden viele der Auslandstöchter auf Jahre hinaus keine Gewinne abwerfen. Ohne Gegenmaßnahmen drohte spätestens Anfang 2014 die Zahlungsunfähigkeit.
Die Ursachen für die Krise der Baumax-Gruppe lägen laut dem genannten Papier nicht vorrangig in der ungünstigen gesamtwirtschaftlichen Entwicklung, sondern beruhten auf Fehlern der Unternehmensführung. Es gebe eine „unklare Zielgruppenorientierung mit einer unabgestimmten Preis- und Sortimentspolitik“, die sich aufgrund von „Defiziten in der Führungsorganisation“ entwickelt habe. Das Unternehmen sei zu preisaggressiv und habe ein zu kleines Angebot mit zu wenigen Eigenmarken. Dazu seien die Filialgrößen sehr uneinheitlich. In Österreich dominierten kleinere und mittlere Verkaufsflächen, während im Ausland sehr große Flächen betrieben würden, wodurch sich ein konzernweit einheitliches Führungs- und Filialkonzept nur schwer durchsetzen ließe. Auch seien viele Standorte verkehrstechnisch ungünstig gewählt. Ferner sei die Struktur des Unternehmens nicht mit seiner Größe mitgewachsen und dadurch wenig effizient gewesen; so gab es 20 Jahre nach Beginn der Expansion ins Ausland immer noch kein zentrales Warenwirtschaftssystem und keinen zentralen Einkauf.
Trotz der finanziellen Schieflage wurde zunächst an der bestehenden Strategie weitgehend festgehalten und weitere Filialen eröffnet, zuletzt vor allem in der Türkei. Nach weiteren hohen Verlusten im Geschäftsjahr 2013 musste sich die Familie Essl trotz zuvor eingeschossener liquider Mittel aus dem Unternehmen zurückziehen. Das Unternehmen fiel an die Gläubigerbanken, die die Zerschlagung der Baumax-Gruppe anordneten.
Dazu wurden die Tochtergesellschaften in Rumänien und Bulgarien 2014 verkauft, die Filialen in der Türkei (2014) und Ungarn (2015) geschlossen. Für die kroatische Tochtergesellschaft wurde 2015 ein Insolvenzverfahren eingeleitet. Die Immobilien in Ungarn wurden an die Möbelhauskette XXXLutz verkauft. Ende August 2015 wurde bekannt, dass die deutsche Baumarktkette Obi insgesamt 70 Baumax-Filialen übernehmen wird, davon 49 in Österreich, 14 in der Slowakei, zwei in Slowenien und fünf in Tschechien. Dabei wird der Immobilienentwickler Supernova aus Graz 40 Filialen kaufen und an Obi vermieten. Der Kaufpreis soll bei knapp 200 Millionen Euro liegen. Gleichzeitig wurden etwa 1100 Mitarbeiter zur Kündigung beim Arbeitsmarktservice angemeldet, wobei betont wurde, dass es sich um eine Höchstzahl handeln wird. Sechs Standorte sollen von vier Gesellschaftern der Hagebaukette übernommen werden.
Der Betriebsverwerter Lehner GmbH aus Scharten übernimmt das Inventar – Regale, Hubstapler, Plattensägen, Einkaufswagen etc., nicht jedoch die Baumarkt-Handelsware – und räumt binnen fünf Wochen bis Ende November die 150.000 m² Verkaufsfläche der Baumax-Märkte und schätzte das Transportvolumen auf 280 Sattelschlepper.
Am 30. Oktober 2015 schlossen in Österreich die letzten Märkte. Die Baumax-Website gehört mit Stand Februar 2016 zu Obi. Im Februar 2016 wurde die Baumax AG in bx Alpha AG umbenannt. Im Jahr 2015 übernahm die polnische Baumarktkette „Merkury Market“ 18 von 24 Baumax-Märkten in Tschechien und betreibt alle übernommenen Märkte weiterhin unter der Marke Baumax.

## Filialen
| Land       | Erster Markt | Ursprüngliche Anzahl der Märkte | Status (Stand 29. August 2015)                                                |
| ---------- | ------------ | ------------------------------- | ----------------------------------------------------------------------------- |
| Österreich | 1976         | 65                              | 49 Standorte verkauft an Obi/Supernova, 6 an Hagebau und 1 an Hornbach        |
| Tschechien | 1992         | 24                              | 5 Standorte verkauft an Obi/Hornbach,18 an Merkury Market                     |
| Ungarn     | 1992         | 15                              | Geschlossen am 26. Februar 2015; Immobilien wurden verkauft an XXXLutz-Gruppe |
| Slowakei   | 1994         | 14                              | Verkauft an Obi                                                               |
| Slowenien  | 1995         | 3                               | 2 Standorte verkauft an Obi/Supernova                                         |
| Kroatien   | 2000         | 7                               | Insolvent                                                                     |
| Rumänien   | 2006         | 15                              | Verkauft an Adeo                                                              |
| Bulgarien  | 2008         | 8                               | Verkauft an den Investor Haedus JSC                                           |
| Türkei     | 2010         | 7                               | Rückzug aus der Türkei 2014                                                   |